# Nereo Fernández
Nereo Ariel Fernández (La Brava, Provincia de Santa Fe, Argentina; 13 de abril de 1979) es un exfutbolista argentino. Jugaba como arquero y su primer equipo fue Unión de Santa Fe. Su último club antes de retirarse fue Atlético Rafaela.

## Trayectoria
Sin lugar a dudas es un referente histórico de Unión de Santa Fe: surgió de las divisiones inferiores y tuvo su debut con la camiseta rojiblanca el 28 de octubre de 2001, en la victoria 3-0 ante Nueva Chicago. Durante sus tres etapas en el club vivió momentos duros (el descenso a la Primera B Nacional en 2003 y al año siguiente jugar la promoción contra Tristán Suárez para no irse a la Primera B Metropolitana) pero también fue partícipe de logros importantes como el ascenso de 2014 y dos clasificaciones a Copa Sudamericana en 2018 y 2019.
El 18 de marzo de 2017 alcanzó la cifra de 175 partidos jugados con la camiseta de Unión y se transformó en el arquero con más presencias en la historia, quedándose con el récord que ostentaba el gran Nery Pumpido. El 7 de junio de 2019 se anunció oficialmente la no renovación de su contrato, cerrando así su ciclo en el club con un total de 240 partidos, 95 vallas invictas y 12 penales atajados.

## Clubes

### Estadísticas
- Actualizado al final de su carrera deportiva

| Club                         | Div.                | Temporada           | Liga | Liga | Copa Nacional | Copa Nacional | Copa Internacional | Copa Internacional | Total | Total |
| Club                         | Div.                | Temporada           | PJ   | GR   | PJ            | GR            | PJ                 | GR                 | PJ    | GR    |
| ---------------------------- | ------------------- | ------------------- | ---- | ---- | ------------- | ------------- | ------------------ | ------------------ | ----- | ----- |
| Unión Argentina              |                     |                     |      |      |               |               |                    |                    |       |       |
| 1.ª                          | 2001/02             | 30                  | -38  | -    | -             | -             | -                  | 30                 | -38   |       |
| 1.ª                          | 2002/03             | 26                  | -34  | -    | -             | -             | -                  | 26                 | -34   |       |
| 2.ª                          | 2003/04             | 18                  | -13  | -    | -             | -             | -                  | 18                 | -13   |       |
| 2.ª                          | 2006/07             | 29                  | -25  | -    | -             | -             | -                  | 29                 | -25   |       |
| 2.ª                          | 2014                | 13                  | -6   | -    | -             | -             | -                  | 13                 | -6    |       |
| 1.ª                          | 2015                | 22                  | -24  | 2    | -1            | -             | -                  | 24                 | -25   |       |
| 1.ª                          | 2016                | 16                  | -22  | 1    | -1            | -             | -                  | 17                 | -23   |       |
| 1.ª                          | 2016/17             | 27                  | -33  | 2    | -3            | -             | -                  | 29                 | -36   |       |
| 1.ª                          | 2017/18             | 24                  | -21  | 2    | -1            | -             | -                  | 26                 | -22   |       |
| 1.ª                          | 2018/19             | 24                  | -24  | 2    | -1            | 2             | -2                 | 28                 | -27   |       |
| Total                        | Total               | 229                 | -240 | 9    | -7            | 2             | -2                 | 240                | -249  |       |
| Gimnasia (LP) Argentina      |                     |                     |      |      |               |               |                    |                    |       |       |
| 1.ª                          | 2004/05             | 10                  | -13  | -    | -             | -             | -                  | 10                 | -13   |       |
| 1.ª                          | 2005/06             | 0                   | 0    | -    | -             | -             | -                  | 0                  | 0     |       |
| Total                        | Total               | 10                  | -13  | -    | -             | -             | -                  | 10                 | -13   |       |
| Gimnasia (J) Argentina       |                     |                     |      |      |               |               |                    |                    |       |       |
| 1.ª                          | 2007/08             | 23                  | -32  | -    | -             | -             | -                  | 23                 | -32   |       |
| 1.ª                          | 2008/09             | 11                  | -22  | -    | -             | -             | -                  | 11                 | -22   |       |
| Total                        | Total               | 34                  | -54  | -    | -             | -             | -                  | 34                 | -54   |       |
| Palestino · Chile            |                     |                     |      |      |               |               |                    |                    |       |       |
| 1.ª                          | 2010                | 13                  | -16  | -    | -             | -             | -                  | 13                 | -16   |       |
| Total                        | Total               | 13                  | -16  | -    | -             | -             | -                  | 13                 | -16   |       |
| Boca Unidos Argentina        |                     |                     |      |      |               |               |                    |                    |       |       |
| 2.ª                          | 2010/11             | 34                  | -39  | -    | -             | -             | -                  | 34                 | -39   |       |
| Total                        | Total               | 34                  | -39  | -    | -             | -             | -                  | 34                 | -39   |       |
| Argentinos Juniors Argentina |                     |                     |      |      |               |               |                    |                    |       |       |
| 1.ª                          | 2011/12             | 15                  | -14  | 2    | 0             | 0             | 0                  | 17                 | -14   |       |
| 1.ª                          | 2012/13             | 10                  | -11  | 0    | 0             | 0             | 0                  | 10                 | -11   |       |
| 1.ª                          | 2013/14             | 16                  | -14  | 0    | 0             | -             | -                  | 16                 | -14   |       |
| Total                        | Total               | 41                  | -39  | 2    | 0             | 0             | 0                  | 43                 | -39   |       |
| Atlético Rafaela Argentina   |                     |                     |      |      |               |               |                    |                    |       |       |
| 2.ª                          | 2019/20             | 15                  | -19  | -    | -             | -             | -                  | 15                 | -19   |       |
| Total                        | Total               | 15                  | -19  | -    | -             | -             | -                  | 15                 | -19   |       |
| Total en su carrera          | Total en su carrera | Total en su carrera | 376  | -420 | 11            | -7            | 2                  | -2                 | 389   | -429  |

## Palmarés
| Título                     | Club              | País      | Año  |
| -------------------------- | ----------------- | --------- | ---- |
| Ascenso a Primera División | Unión de Santa Fe | Argentina | 2014 |